# Leucatomis bisacutum
Leucatomis bisacutum är en fjärilsart som beskrevs av George Francis Hampson 1895. Leucatomis bisacutum ingår i släktet Leucatomis och familjen nattflyn. Inga underarter finns listade i Catalogue of Life.